# Survivor: Redemption Island
Survivor: Redemption Island es la vigésima segunda temporada del reality show estadounidense Survivor de la cadena CBS. Se estrenó el 16 de febrero de 2011. Las solicitudes se debieron en enero de 2010 y el rodaje duró entre agosto y septiembre de 2010. La temporada se filmó cerca de San Juan del Sur, Nicaragua, la misma ubicación que el Survivor: Nicaragua. El show contó con jugadores como Russell Hantz y Rob Mariano y 16 nuevos jugadores a  Survivor .
Rob Mariano fue nombrado el ganador en el episodio final el 15 de mayo de 2011, derrotando a Phillip Sheppard y Natalie Tenerelli en una votación 8-1-0. Además, Mariano ganó $ 100.000 como el "jugador de la temporada", recibiendo el 40% de los votos de los aficionados; Matt Elrod, con un 36%, recibe el siguiente total más alto.

## Concursantes
| Concursante                                                                                                  | Tribu original | Tribu Fusionada | Votación   | Isla de la redención            | Final                             |
| --- | -------------- | --------------- | ---------- | ------------------------------- | --------------------------------- |
| Francesca Hogi 36, Washington D. C.                                                                          | Ometepe        |                 | 1.er Día 3 | Duelo perdido 1 Día 6           | 18 Día 6                          |
| Russell Hantz 38, Lafayette, Louisiana Survivor: Samoa & Heroes vs. Villains                                 | Zapatera       |                 | 3 Día 8    | Duelo perdido 2 Día 10          | 17 Día 10                         |
| Kristina Kell 46, Malibu, California                                                                         | Ometepe        |                 | 4 Día 11   | Duelo perdido 3 Día 12          | 16 Día 12                         |
| Krista Klumpp 25, Greenville, South Carolina                                                                 | Zapatera       |                 | 5 Día 13   | Duelo perdido 4 Día 14          | 15 Día 14                         |
| Stephanie Valencia 26, Cohutta, Georgia                                                                      | Zapatera       |                 | 6 Día 16   | Duelo perdido 5 Día 17          | 14 Día 17                         |
| Sarita White 36, Natick, Massachusetts                                                                       | Zapatera       |                 | 7 Día 18   | Duelo perdido 6 Día 19          | 13 Día 19                         |
| Matt Elrod Regresa al juego                                                                                  | Ometepe        |                 | 7 Día 18   | Vuelve a la competencia Día 19  |                                   |
| David Murphy 31, West Hollywood, California                                                                  | Zapatera       | Murlonio        | 10 Día 24  | Duelo perdido 7 Día 25          | 12 1.er miembro del jurado Día 25 |
| Julie Wolfe 50, Oceanside, California                                                                        | Zapatera       | Murlonio        | 8 Día 21   | Duelo perdido 7 Día 25          | 11 2do miembro del jurado Día 25  |
| Steve Wright 51, Huntington Beach, California                                                                | Zapatera       | Murlonio        | 11 Día 27  | Duelo perdido 8 Día 28          | 10 3.er miembro del jurado Día 28 |
| Ralph Kiser ✟ 45, Lebanon, Virginia                                                                          | Zapatera       | Murlonio        | 12 Día 27  | Duelo perdido 8 Día 28          | 9 4to miembro del jurado Día 28   |
| Grant Mattos 29, West Hollywood, California                                                                  | Ometepe        | Murlonio        | 13 Día 30  | Duelo perdido 9 Día 31          | 8 5to miembro del jurado Día 31   |
| Matt Elrod 22, Nashville, Tennessee                                                                          | Ometepe        | Murlonio        | 14 Día 32  | Duelo perdido 10 Día 33         | 7 6to miembro del jurado Día 33   |
| Mike Chiesl 31, Del Mar, California                                                                          | Zapatera       | Murlonio        | 15 Día 35  | Duelo perdido 11 Día 36         | 6 7mo miembro del jurado Día 36   |
| Andrea Boehlke Regresa al juego                                                                              | Ometepe        | Murlonio        | 9 Día 22   | Regresa a la competencia Día 36 |                                   |
| Andrea Boehlke 21, Random Lake, Wisconsin                                                                    | Ometepe        | Murlonio        | 16 Día 37  |                                 | 5 8vo miembro del jurado Día 37   |
| Ashley Underwood 25, Benton, Maine                                                                           | Ometepe        | Murlonio        | 17 Día 38  |                                 | 4 9no miembro del jurado Día 38   |
| Natalie Tenerelli 19, Acton, California                                                                      | Ometepe        | Murlonio        |            |                                 | Tercer lugar                      |
| Phillip Sheppard 52, Santa Mónica, California                                                                | Ometepe        | Murlonio        |            |                                 | Segundo lugar                     |
| Rob Mariano 34, Pensacola, Florida Survivor: Marquesas, Survivor: All-Stars, & Survivor: Heroes vs. Villains | Ometepe        | Murlonio        |            |                                 | Ganador                           |

Los votos totales son el número de votos que un náufrago ha recibido durante los Consejos Tribales, en la cual el náufrago es elegible para quedar fuera del juego. No incluye los votos recibidos durante la final del Consejo Tribal..

## Resumen de temporada
| Título episodio                                 | Fecha de emisión original | Redemption Island duelo | Redemption Island duelo | Immunidad Ganadores | Votación        | Final                                       |
| Título episodio                                 | Fecha de emisión original | Ganadores               | Eliminado               | Immunidad Ganadores | Votación        | Final                                       |
| ----------------------------------------------- | ------------------------- | ----------------------- | ----------------------- | ------------------- | --------------- | ------------------------------------------- |
| "Usted está mirando al nuevo líder de su tribu" | 16 de febrero de 2011     | Ninguno                 | Ninguno                 | Zapatera            | Francesca       | 1.ª votación Día 3                          |
| "Usted el propietario de mi voto"               | 23 de febrero de 2011     | Ninguno                 | Ninguno                 | Zapatera            | Matt            | 2.ª votación Día 5                          |
| "Mantén viva la esperanza"                      | 2 de marzo de 2011        | Matt                    | Francesca               | Ometepe             | Russell         | 3.ª votación Día 8                          |
| "¿No trabajas para mí?"                         | 9 de marzo de 2011        | Matt                    | Russell                 | Zapatera            | Kristina        | 4.ª votación Día 11                         |
| "No nos gusta nuestra tribu"                    | 16 de marzo de 2011       | Matt                    | Kristina                | Ometepe             | Krista          | 5.ª votación Día 13                         |
| "Su cabeza roja niño paso"                      | 23 de marzo de 2011       | Matt                    | Krista                  | Ometepe             | Stephanie       | 6.ª votación Día 16                         |
| "Que no tome una inteligente"                   | 30 de marzo de 2011       | Matt                    | Stephanie               | Ometepe             | Sarita          | 7.ª votación Día 18                         |
| "Este juego respeta grandes movimientos"        | 6 de abril de 2011        | Matt                    | Sarita                  | Natalie             | Matt            | 8.ª votación Día 21                         |
| "El sistema de amigos"                          | 13 de abril de 2011       | Ninguno                 | Ninguno                 | Grant               | Mike            | 9.ª votación Día 22                         |
| "El sistema de amigos"                          | 13 de abril de 2011       | Ninguno                 | Ninguno                 | Andrea              | David           | 10.ª votación Día 24                        |
| "Guerra de arroz"                               | 20 de abril de 2011       | Matt                    | David                   | Rob                 | Julie           | 11.ª votación Día 27                        |
| "Guerra de arroz"                               | 20 de abril de 2011       | Mike                    | David                   | Rob                 | Julie           | 11.ª votación Día 27                        |
| "Un paquete misterioso"                         | 27 de abril de 2011       | Matt                    | Julie                   | Grant [Andrea, Rob] | Ralph           | 12.ª votación Día 30                        |
| "Un paquete misterioso"                         | 27 de abril de 2011       | Mike                    | Julie                   | Rob                 | Steve           | 13.ª votación Día 30                        |
| "Destrozando mis redes"                         | 4 de mayo de 2011         | Mike                    | Steve                   | Rob                 | Andrea          | 14.ª votación Día 32                        |
| "Destrozando mis redes"                         | 4 de mayo de 2011         | Matt                    | Steve                   | Rob                 | Andrea          | 14.ª votación Día 32                        |
| "Destrozando mis redes"                         | 4 de mayo de 2011         | Ralph                   | Steve                   | Rob                 | Andrea          | 14.ª votación Día 32                        |
| "Demasiado cerca para la comodidad"             | 11 de mayo de 2011        | Mike                    | Ralph                   | Ashley [Natalie]    | Grant           | 15.ª votación Día 35                        |
| "Demasiado cerca para la comodidad"             | 11 de mayo de 2011        | Matt                    | Ralph                   | Ashley [Natalie]    | Grant           | 15.ª votación Día 35                        |
| "Demasiado cerca para la comodidad"             | 11 de mayo de 2011        | Andrea                  | Ralph                   | Ashley [Natalie]    | Grant           | 15.ª votación Día 35                        |
| "Parece una obviedad"                           | 15 de mayo de 2011        | Andrea                  | Grant                   | Ashley              | Andrea          | 16.ª votación 8.ª miembro del jurado Día 37 |
| "Parece una obviedad"                           | 15 de mayo de 2011        | Andrea                  | Matt                    | Ashley              | Andrea          | 16.ª votación 8.ª miembro del jurado Día 37 |
| "Parece una obviedad"                           | 15 de mayo de 2011        | Andrea                  | Mike                    | Ashley              | Andrea          | 16.ª votación 8.ª miembro del jurado Día 37 |
| "Parece una obviedad"                           | 15 de mayo de 2011        |                         |                         | Rob                 | Ashley          | 17.ª votación 9.ª miembro del jurado Día 38 |
| "Reunión"                                       | 15 de mayo de 2011        |                         |                         |                     | Voto del jurado | Voto del jurado                             |
| "Reunión"                                       | 15 de mayo de 2011        | Natalie                 | Tercer lugar            |                     |                 |                                             |
| "Reunión"                                       | 15 de mayo de 2011        | Phillip                 | Segundo lugar           |                     |                 |                                             |
| "Reunión"                                       | 15 de mayo de 2011        | Rob                     | Único sobreviviente     |                     |                 |                                             |

En el caso del ganador de inmunidad y la recompensa de poder compartir su recompensa junto a otros, los invitados están entre paréntesis.